# Armadilha sexual

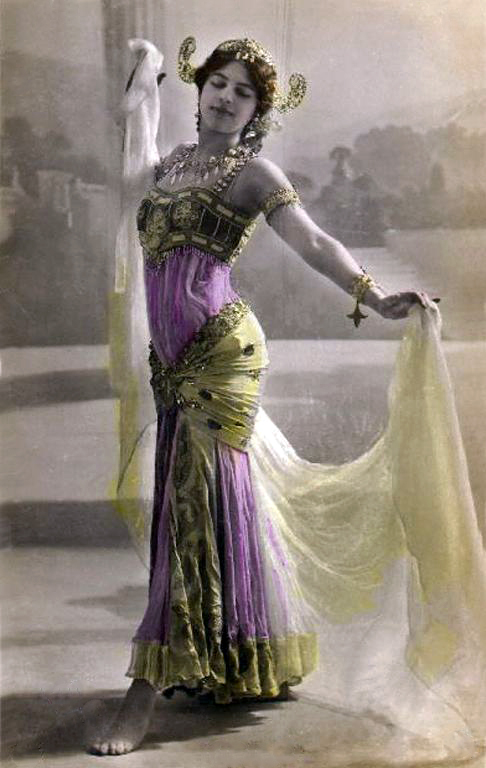
Mata Hari

Armadilha sexual é o termo usado em espionagem em que a vitima é atraida à envolver-se em uma situação sexual que acaba se mostrando comprometedora, dando oportunidade para ser chantageada ou difamada.
A prática planejada, cria portanto, situações para levar um indivíduo, seja de que sexo for, a ter um caso amoroso com o próposito de chantagear , obter fotos incriminadoras, difamar, destruir reputação, caracterizar adultério, obter informação ou causar qualquer efeito que seja de interesse do usuário da tática.
Vários espiões historicamente usam armadilhas sexuais, referidas como "armadilhas de mel", em inglês "honey traps" ou "honey pots", envolvendo sempre malicia e engôdos deliberados. Em inglês o termo utilizado "honey-trap" (armadilha de mel), faz alusão a atração de insetos pelo mel.
Os agentes se utilizando destas técnicas sugerem que suas ações são praticadas para “um bem maior”. O uso de tais táticas leva a desconfiança, criação de paranoia e ruptura de necessidades humanas de confiar, se sentir seguro em seus relacionamentos, estar  protegido em sua privacidade e vida intíma. São usadas também por criminosos.

## Alguns dos Usos
Armadilhas sexuais são usadas em vários tipos de investigações, entre elas:
- espionagem industrial
- fraude de seguros
- pagamento de indenizações
- investigações criminais
- fraudes em geral
- provas de adultério

## Caso Recentes

### Por agências de inteligência
- GCHQ/NSA

Em 2013, as revelações de Edward Snowden mostram que o GCHQ, a agência de inteligência britânica, operando em conjunto com os chamados Cinco Olhos:  a Austrália, o Canadá, a Nova Zelândia, o Reino Unido e os Estados Unidos da América, mantém uma divisão que se utiliza de armadilhas sexuais, o Grupo Misto de Inteligência para Pesquisa de Ameaça, com vários própositos, seja para difamar inimigos ou recrutar agentes usando chantagem e outros meios. e pela NBC
No caso, os agentes utilizam táticas que podem ser uma versão do namoro pela Internet ou telesexo, mas que inclui encontros físicos. O alvo é atraído para ir em algum site na internet, ou a um local físico. O objetivo, de acordo com a apresentação, é levar o alvo a atividades que sejam usadas para difamar e desacreditar o alvo, seja por meio de fotos incriminantes, chantagem etc..

### Escândalo Mark Kennedy-Scotland Yard
Em 2013, na Inglaterra, foi revelado o caso do agente Mark Kennedy, ex-espião da polícia britânica, acusado de por anos, seduzir e enganar  inúmeras mulheres, chegando a engravida-las, enquanto fazia suas investigações  Usava as mulheres que atraia para obter informações sobre os casos em que trabalhava, além de criar documentos afirmando que ativistas franceses estavam aprendendo a fazer bombas caseiras.

### CasoJulian AssangeWikileaks
Investigadores das acusações contra Julian Assange, fundador de Wikileaks suspeitam que ele pode ter sido vitima de uma armadilha sexual planejada por servicos de inteligência, sobretudo depois da revelação por Edward Snowden, dos documentos sobre as estrategia e objetivos  da CIA a serem usados contra Wikileaks e Julian Assange.
Alguns dos documentos revelados por Snowdenmostram que Assange foi colocado em uma "lista de alvos a serem eliminados",uma chamada "manhunt list". e fala das táticas para tal.
A "caça", mostram os documentos, se estende aos considerados aliados de Wikileaks, conforme mostram documentos publicados pelo THE INTERCEPT e The New York Times

## Casos Históricos
Acredita-se que Mata Hari foi uma espia que usou de armadilhas sexuais para seduzir inúmeros oficiais, tanto franceses quanto alemães no período da Primeira Guerra Mundial. Apesar de suas atividades nunca terem sido esclarecidas com exatidão, em 1917 ela foi a julgamento na França acusada de atuar como espiã e também como agente dupla para a Alemanha e França. Foi considerada culpada e no dia 15 de outubro do mesmo ano fuzilada.

## Empresas especializadas
Várias empresas se especializam em armadilhas sexuais, principalmente em casos de investigadores privados buscando informação de adultério.
No caso de outros objetivos, espionagem industrial, chantagem, campanhas de desinformação, recrutamento de espiões etc.., armadilhas sexuais têm sido usadas várias organizações policiais e dos serviços secretos.